# Polycyathus difficilis
Polycyathus difficilis är en korallart som beskrevs av Duncan 1889. Polycyathus difficilis ingår i släktet Polycyathus och familjen Caryophylliidae.
Artens utbredningsområde är Indiska oceanen. Inga underarter finns listade i Catalogue of Life.